# 60 (عدد)
60 (ستون) هو عدد طبيعي يلي العدد 59 ويسبق العدد 61.

## فيالرياضيات
- هو أصغر عدد يقبل القسمة على الأرقام من 1 إلى 5، وهو أيضاً أصغر عدد يقبل القسمة على الأرقام من 1 إلى 6، وهو أصغر رقم لديه 12 قاسماً، ولعل هذه القابلية للقسمة ما جعله أساساً للترقيم البابلي، وجعله فيما بعد أساساً لتقسم الساعة إلى 60 دقيقة، والدقيقة إلى 60 ثانية (ومع ذلك فإن الثانية تنقسم إلى 100 جزء من الثانية).
- هو مجموع عددين أوليين توأم 29+31=60.
- هو مجموع أربع أعداد أولية متوالية 11+13+17+19=60.
- هو مجموع أربع أعداد من قوى العدد اثنين 22+23+24+25 = 4+8+16+32 = 60.

## الإسلام
ذكر الرقم ستين في القرآن مرة واحدة في الآية المبينة لكفارة الظهار ﴿فَمَنْ لَمْ يَسْتَطِعْ فَإِطْعَامُ سِتِّينَ مِسْكِينًا﴾ [المجادلة:4].